# Список потерь Ми-8 и его модификаций (1989 год)
Список потерянных Ми-8 всех модификаций (включая Ми-9, -14, -17, -18, -19, -171 и -172) составлен по данным из открытых источников и учитывает только авиационные происшествия или воздействие внешних сил, приведшие к утрате вертолёта или его списанию вследствие полученных повреждений.
Список не полный и не окончательный.

## Список аварий и катастроф
Зелёным цветом выделены потери при применении в вооружённых конфликтах, в том числе в контртеррористических операциях.
| № п/п | Дата     | Модификация / Бортовой номер | Место                                                  | Жертвы / На борту | Краткое описание |
| ----- | -------- | ---------------------------- | ------------------------------------------------------ | ----------------- | --- |
| 1     | 19 янв.  | Ми-8МТ 37                    | близ Ханабада                                          | 5/6               | Пара вертолётов 23-го оап погранвойск СССР выполняла разведывательный полёт в приграничном районе, из-за низкой облачности летели на высоте около 200 м. По ведущему был произведён пуск ракеты ПЗРК Stinger, после чего вертолёт загорелся и стал заваливаться на правый борт. Экипаж по команде стал покидать вертолёт, но спастись удалось лишь командиру капитану И. Шарипову. Погибли штурман отряда ст. лейтенант И. Бариев, борттехник ст. лейтенант А. Щеняев, бортмеханики ст. прапорщик С. Клименко и ст. прапорщик И. Залетдинов, воздушный оператор ст. лейтенант В. Долгарев. |
| 2     | 20 янв.  | Ми-8Т СССР-25922             | Ненецкий АО, близ Бугрино                              | 1/3               | Ошибка экипажа. При заходе на посадку попал в снежный вихрь и экипаж потерял ориентацию. Снижаясь и перемещаясь назад, вертолёт столкнулся рулевым винтом с землёй, опрокинулся на левый борт и разрушился. От полученных травм скончался второй пилот. |
| 3     | 9 февр.  | Ми-8МТ н.д.                  | Ташкурганское ущелье                                   | 0/3               | Два вертолёта 254-й овэ под прикрытием пары Ми-24 вылетели для эвакуации тяжелораненных из района боевых действий. При входе в узкое ущелье обе машины зацепили несущими винтами за скалы. Экипаж ведущего смог посадить повреждённый вертолёт на склон, а ведомый разбился и сгорел, погибли командир капитан О. Шишкин, лётчик-штурман лейтенант П. Кроха и борттехник ст. лейтенант А. Слушаев. Вход в узкое ущелье оказался настолько неожиданным, что ведущий пары прикрытия на Ми-24 сам едва успел увести вертолёт от столкновения со скалой, резко взяв на себя ручку управления.  |
| 4     | 9 февр.  | Ми-8МТ н.д.                  | Ташкурганское ущелье                                   | 3/3               | Два вертолёта 254-й овэ под прикрытием пары Ми-24 вылетели для эвакуации тяжелораненных из района боевых действий. При входе в узкое ущелье обе машины зацепили несущими винтами за скалы. Экипаж ведущего смог посадить повреждённый вертолёт на склон, а ведомый разбился и сгорел, погибли командир капитан О. Шишкин, лётчик-штурман лейтенант П. Кроха и борттехник ст. лейтенант А. Слушаев. Вход в узкое ущелье оказался настолько неожиданным, что ведущий пары прикрытия на Ми-24 сам едва успел увести вертолёт от столкновения со скалой, резко взяв на себя ручку управления.  |
| 5     | 11 мая   | Ми-8 СССР-22920              | Башкирская АССР, Бижбулякский район, близ Чегодаево    | 4/6               | Ошибка экипажа. При посадке вертолёт столкнулся с насыпью дороги, разрушился и сгорел. Командир вертолёта и пассажиры погибли. Второй пилот и бортмеханик получили травмы различной степени тяжести. |
| 6     | 26 мая   | Ми-17 н.д.                   | Кандагар                                               | 0/н.д.            | Вертолёт ВВС Республики Афганистан. Уничтожен на земле на лётном поле аэродрома в результате прямого попадания реактивного снаряда, пострадавших нет. |
| 7     | 26 июля  | Ми-8 СССР-22768              | Краснодарский край, 41 км от аэропорта Сочи            | 5/8               | Экипаж возвращался в аэропорт базирования. В горизонтальном полёте днем при пересечении горного хребта произошло разрушение главного редуктора, отключение двигателей, гидронасосов и генератора переменного тока. Вертолёт потерял управление и упал в лес на склоне горы. При столкновении с деревьями и со склоном машина полностью разрушилась и сгорела. Три пассажира выжили, получив травмы различной степени тяжести. |
| 8     | 28 сент. | Ми-8 СССР-22783              | Иркутская область, Катангский район, 49 км от села Бур | 3/3               | Вопреки полётного задания экипаж занялся браконьерской охотой, для чего на борт поднялись три пассажира. Застрелив с воздуха двух лосей пассажиры высадились для разделки одной из туш, а вертолёт вылетел на поиски второй. Не найдя её, экипаж вылетел в село Бур (выполняя положенное полётное задание), при этом оставив снаружи выпущенный через люк внешней подвески строповочный трос. В полёте произошло попадание выпущенного строповочного троса в зону вращения рулевого винта, от чего тот разрушился. Вертолёт потерял управление и упал на землю и сгорел. Экипаж погиб.     |
| 9     | 6 нояб.  | Ми-8 СССР-25322              | Чукотский АО, близ Амгуэмы                             | 1/15              | При выполнении полёта в гористой местности в условиях сильной облачности экипаж допустил многочисленные нарушения правил производства полётов, докладывая при этом на диспетчерский пункт ложную информацию. Из-за густой облачности экипаж потерял точку своего нахождения на маршруте и, снизившись до опасной высоты, столкнулся со склоном горы Плоская на высоте 750 м. При разрушении вертолёта погиб один из пассажиров — ребёнок. Члены экипажа и 3 пассажира получили тяжёлые травмы.                                                                                             |